# Ombrosaga
Ombrosaga es un género de escarabajos longicornios de la tribu Acanthocinini.

## Especies
- Ombrosaga boettcheri Aurivillius, 1922
- Ombrosaga delkeskampi Breuning, 1959
- Ombrosaga maculosa Pascoe, 1864